# 桂團治
桂 團治（かつら だんじ）は、上方落語の名跡。明治中期頃からある名で、代々何人いたか不明。現在は空き名跡。
桂 團治（1902年 - 1964年）は、本名: 本名不詳。
初代桂春團治の門人で春吉から團治になったというが、それ以前の入門時期、改名は判っていない。一説によると、1919年ころに春團治が立ち上げた浪花派に桂丈八の名前で参加しているのが、この團治だと言われる。
團治の名は、大正末から1938年ころの前座、またはお囃子で名が確認されており、その後は半引退状態だったが、戦後は愛好家に進められて再び高座に上がるようになり、昭和20年代に2代目桂春團治の身内になった。1956年ころに桂春治と改名した。晩年は京都南座でお囃子を勤めていた。
『崇禅寺馬場』『百年目』『みかんや』などを得意とした。
3代目桂春團治や祝々亭舶伝らに幾つかネタが伝わっていると言う。